# Витилівка
Вити́лівка — село в Україні, у Кіцманській міській громаді Чернівецького району Чернівецької області.

## Історія
Перша письмова згадка про село 1504 рік.
З 24 серпня 1991 року село перебувало у складі Кіцманського району, Чернівецької області.
29 жовтня 2018 року, в ході децентралізації, Лашківська сільська рада об'єднана з Кіцманською міською громадою.
17 липня 2020 року, в результаті адміністративно-територіальної реформи та ліквідації Кіцманського району, село увійшло до складу Чернівецького району.

## Населення
За переписом 2001 року населення Витилівки становило 1032 особи.
Національний склад населення за даними перепису 1930 року у Румунії:
| Національність | Кількість осіб | Відсоток |
| -------------- | -------------- | -------- |
| українці       | 505            | 77,81 %  |
| румуни         | 105            | 16,18 %  |
| євреї          | 24             | 3,70 %   |
| поляки         | 15             | 2,31 %   |

Мовний склад населення за даними перепису 1930 року:
| Мова       | Кількість осіб | Відсоток |
| ---------- | -------------- | -------- |
| українська | 588            | 90,60 %  |
| їдиш       | 24             | 3,70 %   |
| румунська  | 22             | 3,39 %   |
| польська   | 15             | 2,31 %   |

### Мова
Розподіл населення за рідною мовою за даними перепису 2001 року:
| Мова       | Кількість | Відсоток |
| ---------- | --------- | -------- |
| українська | 1025      | 99.32%   |
| російська  | 5         | 0.49%    |
| білоруська | 2         | 0.19%    |
| Усього     | 1032      | 100%     |

## Відомі особи
В селі народилися:
- Зубар Віктор Володимирович — письменник
- Кушнірюк Сергій Георгійович — олімпійський чемпіон
- Назарій Данилюк — курінний Буковинського куреня УПА
- бабуся співачки Ані Лорак (Кароліни Куєк). У жовтні 2022 року проти Кароліни було запроваджено санкції РНБО
- Миколайчук Марія Євгенівна — співачка, акторка, дружина Івана Миколайчука
- Куєк Мирослав Іванович — (02.01.1947, с. Витилівка Кіцманського району) — журналіст, поет. Закінчив філологічний факультет Чернівецького держуніверситету (1983) — нині Національний університет імені Юрія Федьковича. Працював заввідділу Кіцманської райгазети «Вільне життя». Автор поетичної збірки «Священний дар любові». Заслужений журналіст України (2007). Лауреат літературно-мистецької премії імені Віктора Зубара. Відзначений Державною стипендією видатним діячам інформаційної галузі (2003)
- Омельянович Марія Юріївна — спортсменка, академічна веслувальниця, триразова срібна призерка чемпіонатів світу з академічного веслування у класі четвірка парна 1989, 1990 та 1991 років.

## Галерея

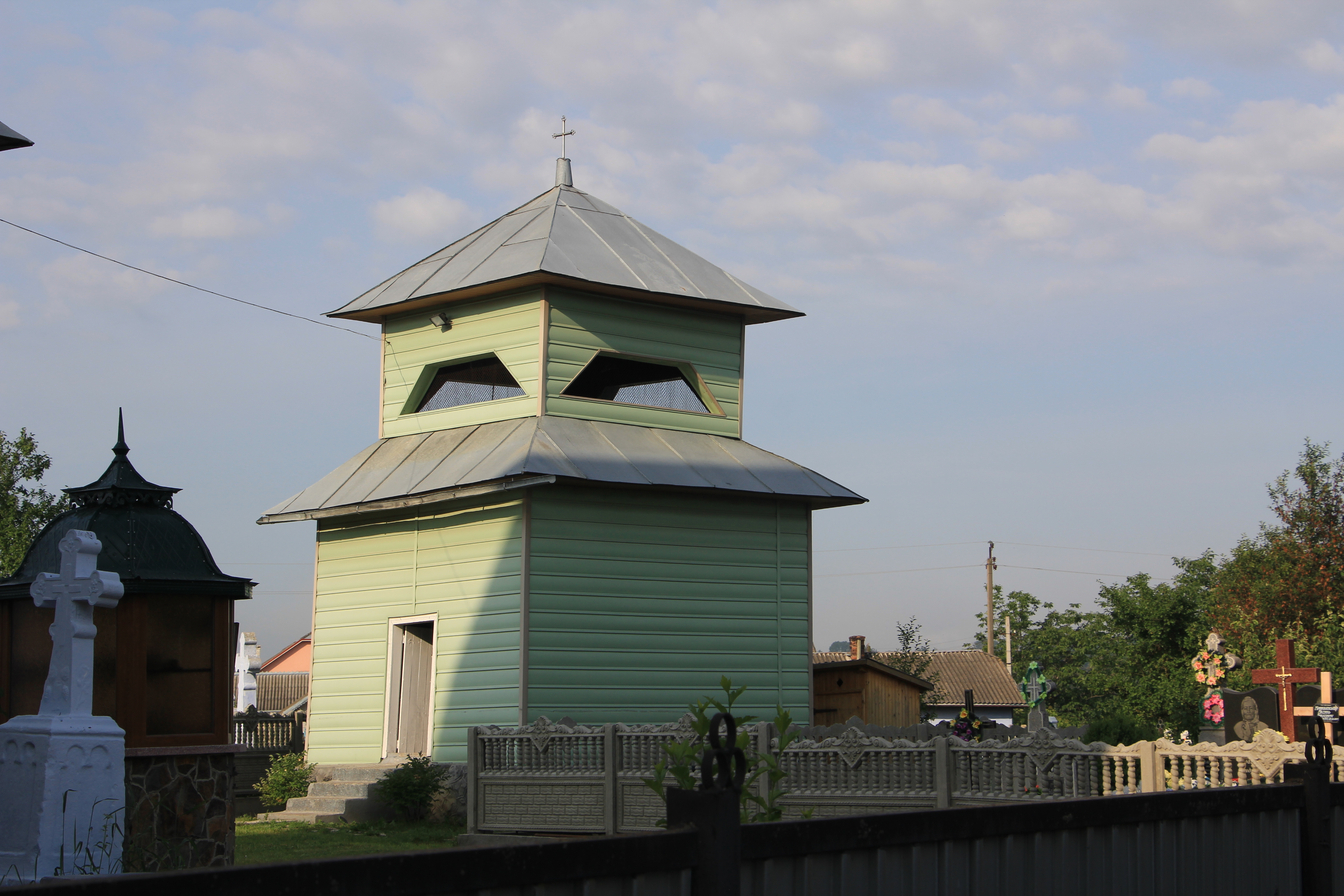
Церква Трьох Святих (1897)
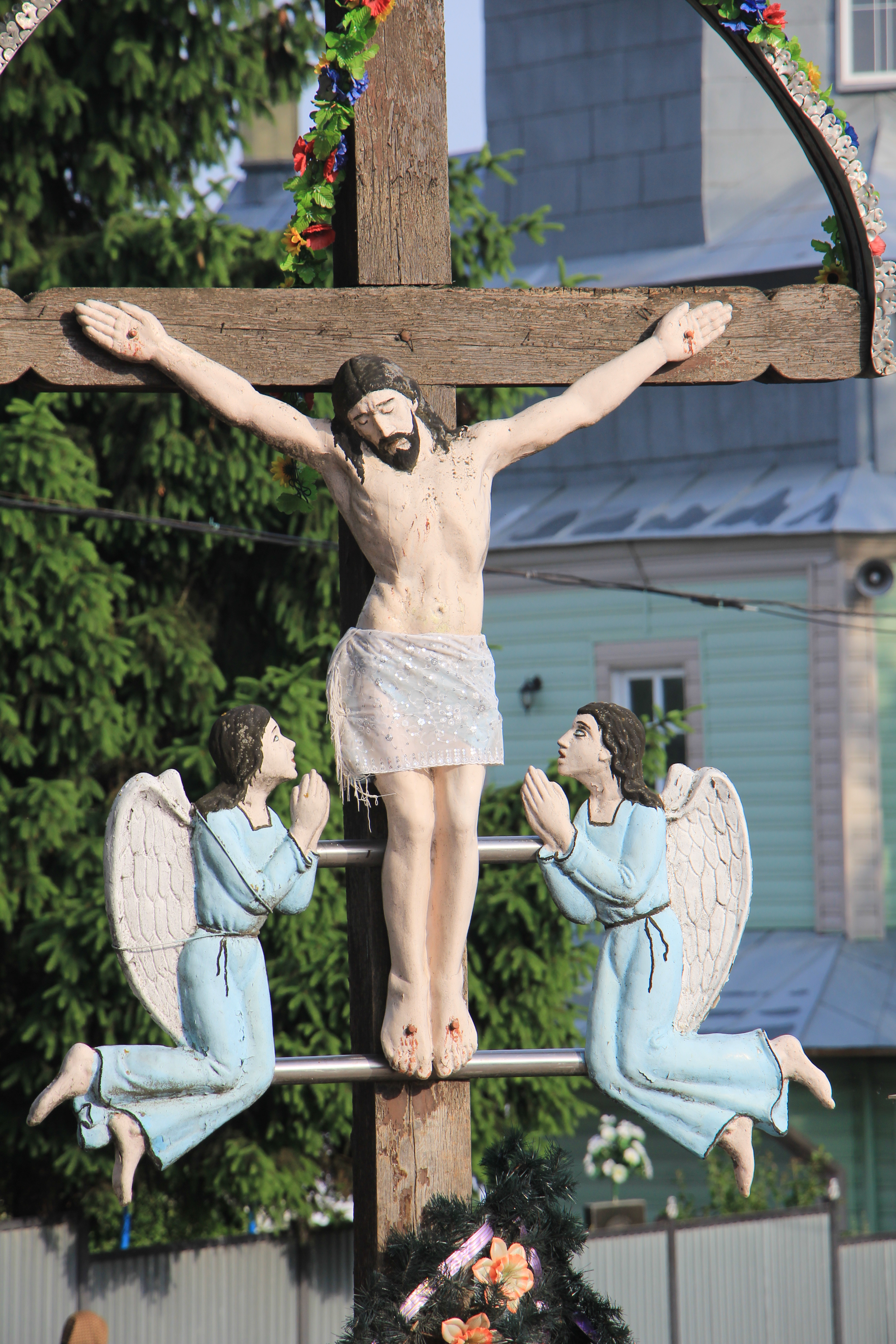
Церква Трьох Святих (1897)
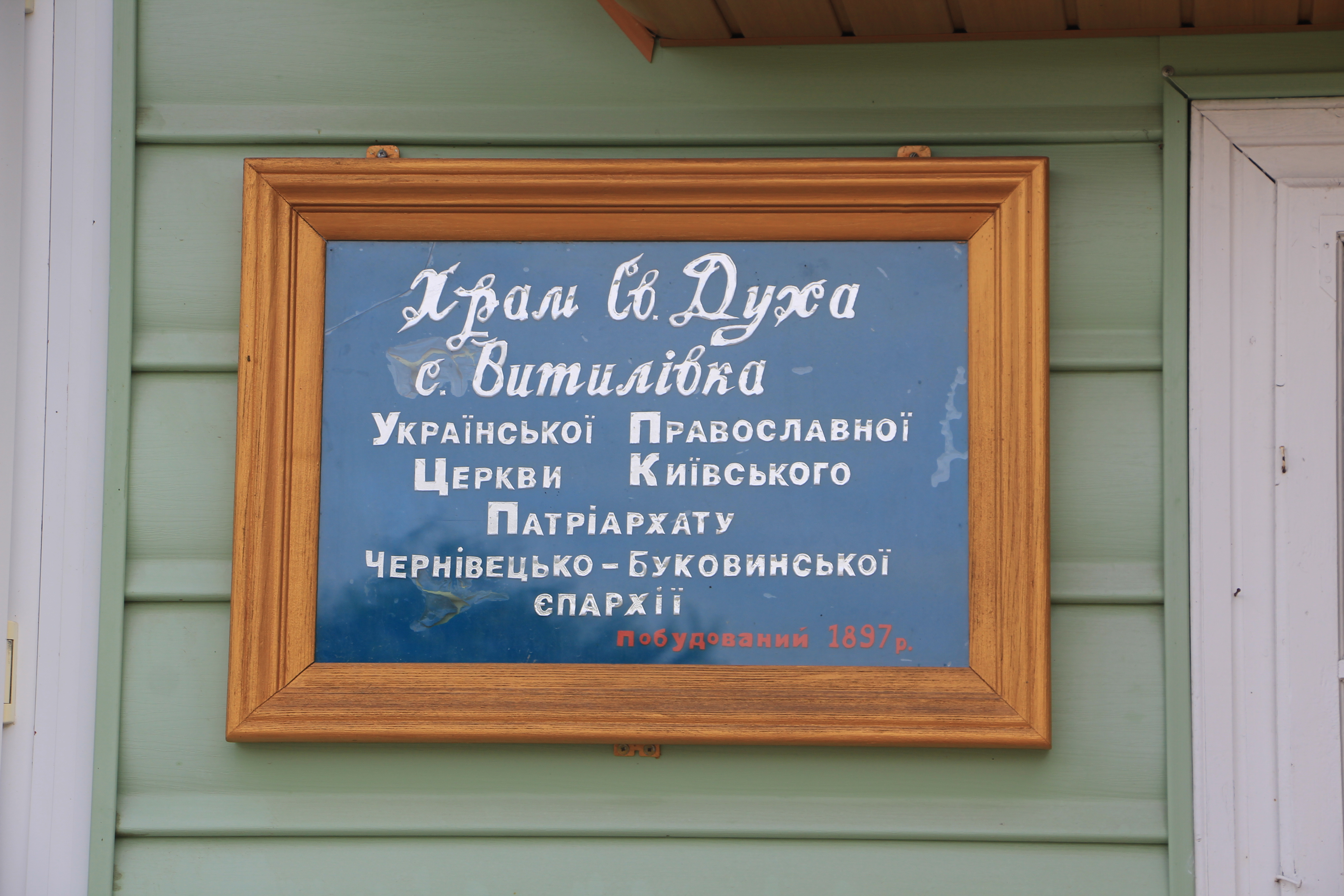
Церква Трьох Святих (1897)
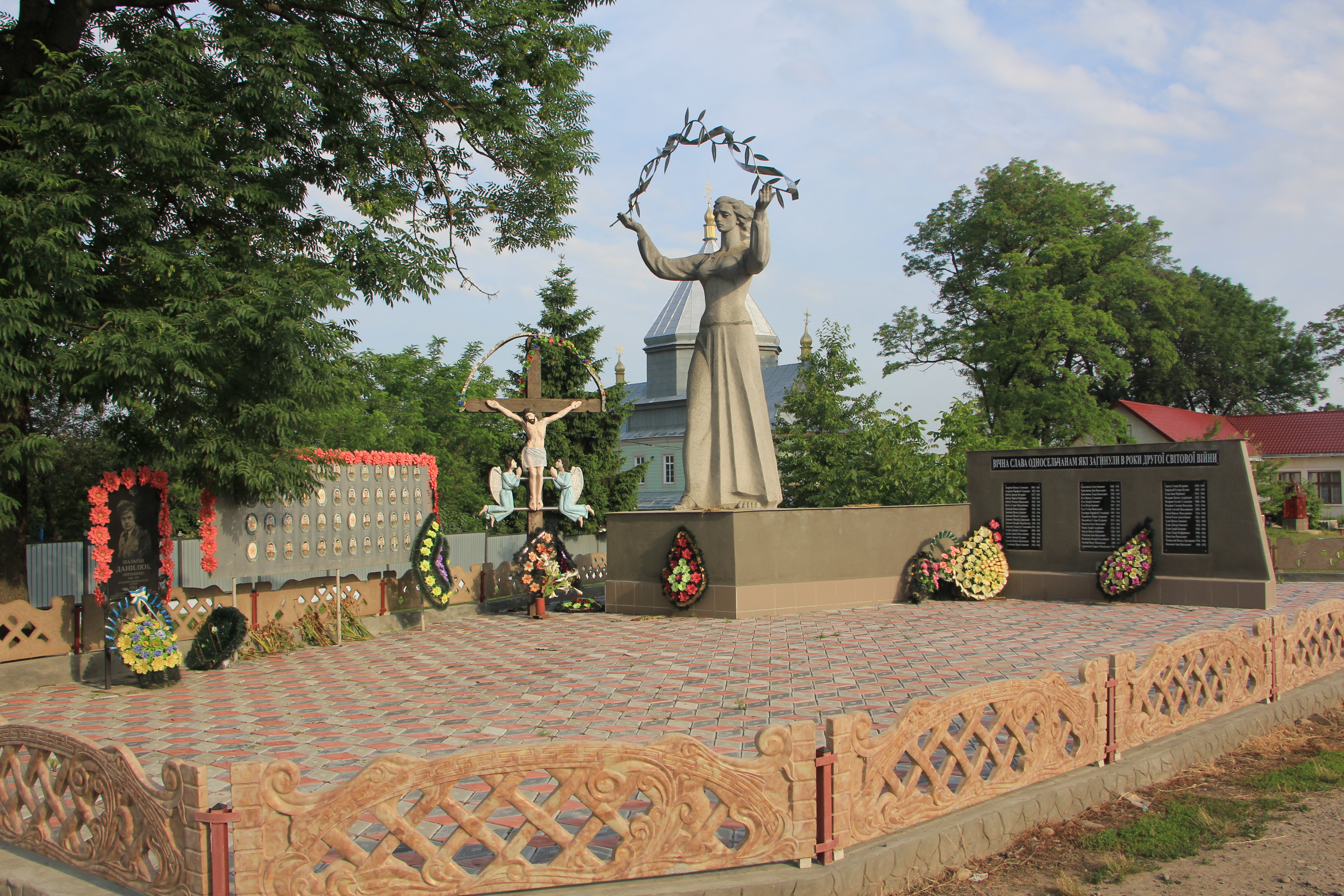
Пам'ятник в селі Витилівка
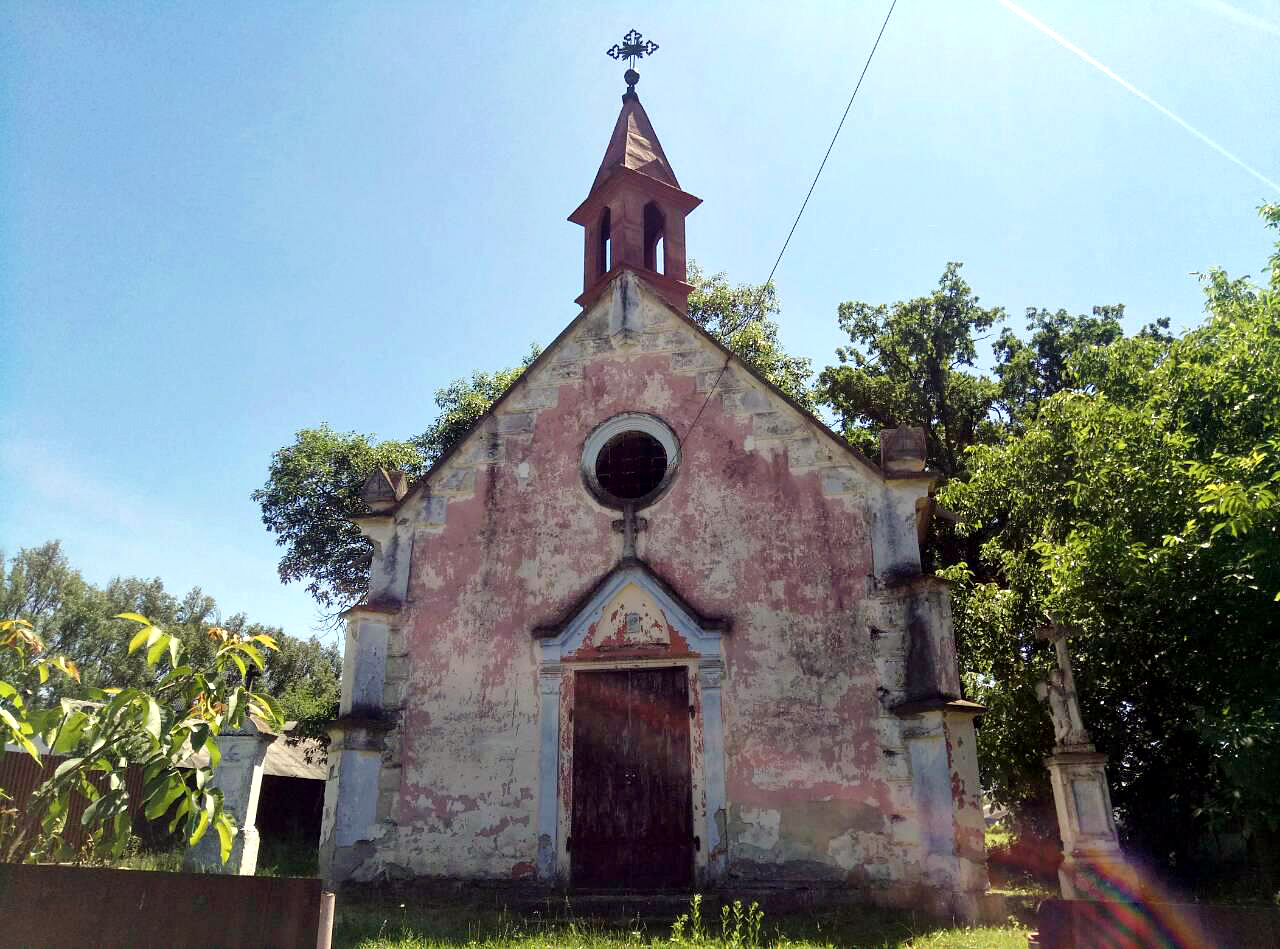
Покинутий католицький костел (початок ХІХ століття)
- Покинутий католицький костел (початок ХІХ століття)